# Mahmoud Hammoud
 (mai 2018).
Si vous disposez d'ouvrages ou d'articles de référence ou si vous connaissez des sites web de qualité traitant du thème abordé ici, merci de compléter l'article en donnant les références utiles à sa vérifiabilité et en les liant à la section « Notes et références ».
Mahmoud Hammoud, né en 1935 à Kfar Kila et mort le 8 mai 2018 à Beyrouth[réf. nécessaire], est un homme politique et diplomate libanais.

## Biographie
Mahmoud Hammoud est musulman chiite.
Après une carrière d’ambassadeur aux Émirats arabes unis (1978-1983), RFA (1983-1985), URSS et Finlande (1986-1990) et au Royaume-Uni (1990-1999), il est nommé en octobre 2000 ministre des Affaires étrangères du Liban, dans le cabinet de Rafiq Hariri.
En avril 2003, il devient ministre de la Défense, après un remaniement ministériel. Il reprend le poste de ministre des Affaires étrangères en octobre 2004 au sein du gouvernement de Omar Karamé et le conserve quand Najib Mikati forme son gouvernement. Il s'était déclaré favorable à une enquête par une commission de l'ONU sur l'assassinat de Rafiq Hariri.
Il n'a pas été reconduit dans le gouvernement de Fouad Siniora en juillet 2005.